# Murgeni
Murgeni és una ciutat del comtat de Vaslui, a l'oest de Moldàvia (Romania). Tenia una població de 7.674 habitants el 2002 i va adquirir la condició de ciutat el 2003. La ciutat administra sis pobles: Cârja, Floreni, Lățești, Sărățeni, Schineni i Raiu. Murgeni se situa a la cantonada sud-oriental de districte, a la cruïlla de les carreteres 24A i 26.